# 松山政路
松山 政路（まつやま せいじ、1947年5月21日 - ）は、日本の俳優。旧芸名は松山省次、松山省二。本名は松山省次。

## 来歴・人物
東京都武蔵野市吉祥寺出身。東京都立神代高等学校卒業。1952年、舞台『草青みたり』でデビュー。はじめ「省二」の芸名で読みは「せいじ」だったが、「しょうじ」と読まれるため、1979年に「政路」と改名した。
幅広い演技力の持ち主で、三枚目的なコメディリリーフから狂気的な犯人役まで、多彩な役柄を演じている。第13回菊田一夫演劇賞受賞。また、歌手や声優としても活躍。近年はNHKドラマへの出演のほか、声優としてアニメ映画『ぼくの孫悟空』やテレビアニメ『ブラック・ジャック21』など手塚治虫原作のアニメ作品にも出演した。
兄の英太郎が『大岡越前』第2部から第11部にわたり演じていた「猿（）の三次」役を、第5部のみ政路（当時は松山省二名義）が演じた。当時、英太郎がプロデューサーへの転身を図り一時的に引退していたためであったが、英太郎の死後に再び政路へ三次役のオファーが来たときに、政路は別の仕事と重なっていたことと、「兄のおかげで仕事が入った」と陰口を言われることが嫌で断ったという。これにより、三次は劇中でも殉職扱いとなった。
政路はそれよりさらに後の『水戸黄門』第24部第27話の2時間スペシャル(1996年4月1日)で、同時間枠ゆかりの重鎮俳優が多数特別出演したとき、そのうちの一人として出演している。ちなみに政路自身も、同時間枠でのレギュラーやゲストでの出演経験はある。
近年は日本俳優連合専務理事として俳優の資質向上・権利問題などに力を尽くしている。

## 親族
父親は俳優の河原崎國太郎 (5代目)。祖父は洋画家で、カフェー・プランタン経営者の松山省三。松山省三は衆議院議員、第8代広島市長などを務めた渡辺又三郎の三男であるから、渡辺又三郎は政路の曽祖父にあたる。兄は同じく俳優の松山英太郎。夫人は女優の紅景子。次女は文学座所属女優の松山愛佳。甥に嵐広也、河原崎國太郎 (6代目)、芦田昌太郎、姪に由夏がいる。

## 出演

### 映画

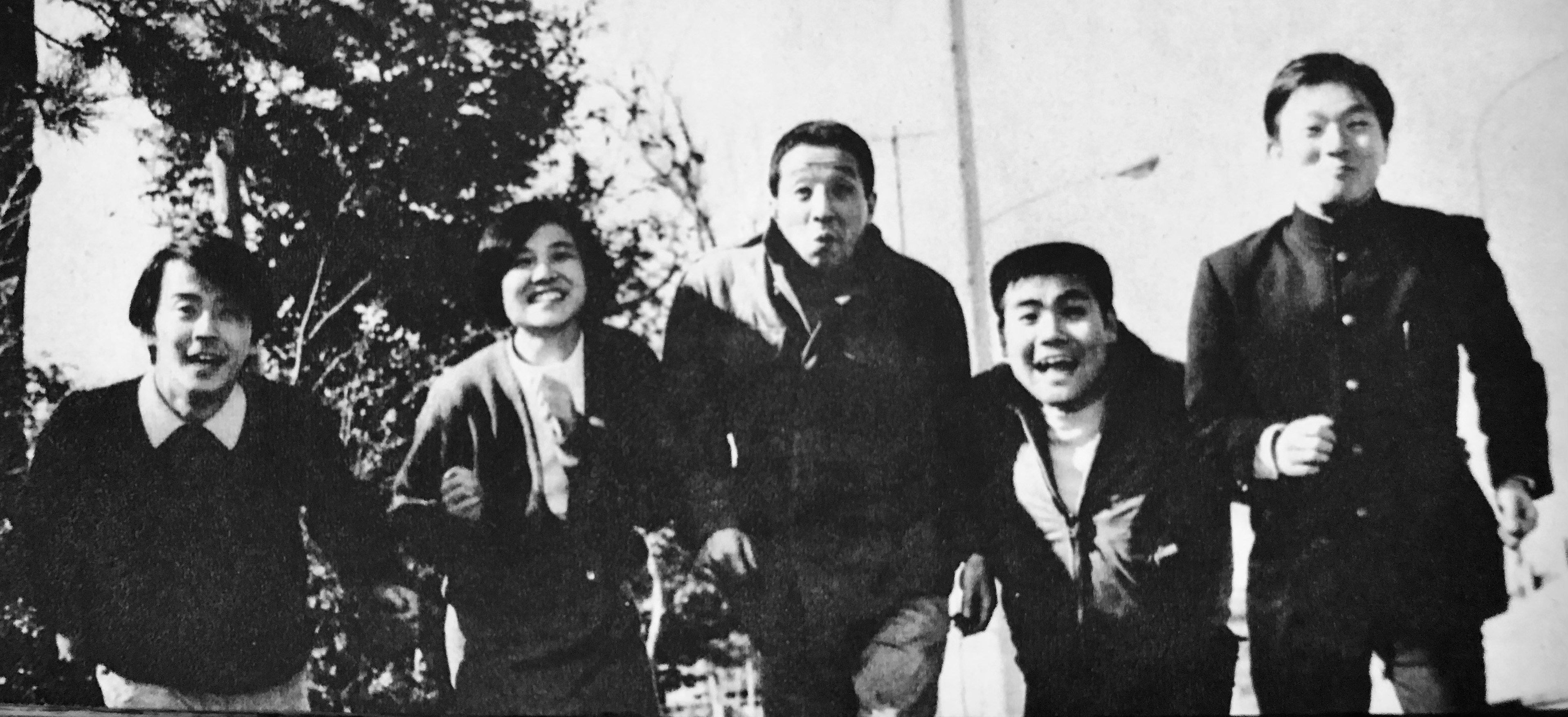
『若者たち』（1967年製作、1968年公開）

- 箱根風雲録（1952年、新星映画） - 庄屋の息子
- 狼（1955年、近代映画協会）‐矢野義登
- 雲に向かって起つ（1962年、日活） - 九郎
- おゆきさん（1966年、日活） - 碌ちゃん
- 若者たち（1967年製作、1968年公開、新星映画） - 佐藤末吉
- 日本海大海戦（1969年、東宝） - 若者松[3]
- 男はつらいよ 望郷篇（1970年、松竹） - 石田澄雄
- 昭和ひとけた社長対ふたけた社員（1971年、東宝） - 早川礼次
- 昭和ひとけた社長対ふたけた社員 月月火水木金金（1971年、東宝） - 早川礼次
- 人間であるために（1974年、新映画協会） - 石川
- ムツゴロウの結婚記（1974年、松竹） - 杉田
- 砂の器（1974年、松竹） - 三木彰吉
- 地獄の蟲（1979年、マツダ映画社） - 長吉
- さらば愛しき大地（1982年、プロダクション群狼） - 山沢文江（山口美也子）の実兄

### テレビドラマ
- 若者たち（1966年、CX）
- 東芝日曜劇場 / 天国の父ちゃんこんにちは（1966年 - 1974年、1978年、TBS）
- ローンウルフ 一匹狼 第24話「受験生ブルース」（1968年、NTV / 東映）
- 怪奇大作戦（1968年 - 1969年、TBS / 円谷プロ） - 野村洋
- 五人の野武士（1968年 - 1969年、NTV / 三船プロ） - 甘楽主水介
- おんなの劇場　徳川秀忠の妻（1969年、CX） - 豊臣秀頼
- 大河ドラマ （NHK）
  - 天と地と（1969年） - 徳川家康
  - 新・平家物語（1972年） - 平知盛
  - 勝海舟（1974年） - 山口三郎
  - 天地人（2009年） - 本多正信
- 求む!人間（1970年、NHK） - 沼井健太
- 恋愛術入門 第21話「花嫁りゃく奪作戦」（1971年3月14日、TBS / 国際放映） - 五郎
- 清水次郎長（1971年 - 1972年、CX） - 小政
- 遠山の金さん捕物帳 第100話「殿様に向かない男」（1972年、NET / 東映） - 徳川千太郎
- 太陽にほえろ!（NTV / 東宝）
  - 第2話「時限爆弾街に消える」（1972年） - 三田コウキチ
  - 第234話「おさな子」（1977年） - 九条浩
  - 第693話「わが子へ!」（1986年） - 木下孝夫
- 必殺シリーズ（ABC / 松竹）
  - 必殺仕掛人 第20話「ゆすりたかり殺される」（1973年） - 太七郎
  - 助け人走る 第16話「掏摸大一家」（1974年、ABC / 松竹） - 板前の定吉
  - 新・必殺仕置人 第20話「善意無用」（1977年） - 軍鶏の清吉
- 剣客商売（1973年、CX / 俳優座 / 東宝） - 鰻売りの又六
- 江戸を斬る 梓右近隠密帳（1973年、TBS / C.A.L） - 一心太助
- ぶらり信兵衛 道場破り 第23話「意地豆腐」（1974年、CX / 東映）
- わが子は他人（1974年、TBS） - 福山大吉
- 傷だらけの天使 第5話「殺人者に怒りの雷光を」（1974年、NTV / 東宝）
- 伝七捕物帳（NTV /ユニオン映画）
  - 第56話「怒りの十手」（1975年） - 正吉
  - 第80話「むすぶ情の夫婦そば」（1975年） - 金太郎
  - 第88話「嘘から出た真実」（1975年） - 吉兵衛
  - 第96話「死神が匙を投げた女」（1976年） - 吉之助
  - 第129話「愛の絆に灯がともる」（1976年） - 房吉
  - 第159話「長屋に咲いた夫婦花」（1977年） - 源太
- 銭形平次 （1975年、CX / 東映）
  - 第480話「三十六番目の若様」（1975年） - 捨丸
  - 第657話「貧しき者に幸いを」（1979年） - 太助
  - 第751話「魚河岸の暴れん坊」（1981年） - 三次
  - 第822話「玄界灘に銭が飛ぶ」（1982年） - 巳之吉
- 痛快! 河内山宗俊 第3話「ここ一番の大勝負」（1975年、CX / 勝プロ） - 信太郎
- お耳役秘帳 第4話「六万石を喰う男」（1976年、KTV / 歌舞伎座テレビ） - 水上数馬
- 水戸黄門（TBS / C.A.L）
  - 第7部 第32話「高嶺の花が俺の嫁‼ -高崎-」（1976年12月27日） - 久造 ※松山省二名義
  - 第9部 第16話「百万石の味自慢 -金沢-」（1978年11月20日） - 和助 ※松山省二名義
  - 第10部 第2話「女度胸の鉄火肌 -神奈川-」（1979年8月20日） - 吉松 ※松山省二名義
  - 第12部 第5話「名月木曽節仁義 -木曽福島-」（1981年9月28日） - 苫屋の又五郎
  - 第22部 第7話「悲願叶えた夢花火 -岡崎-」（1993年6月28日） - 丈吉
  - 第35部 第2話「対決!阿波踊り合戦 -徳島-」（2005年10月17日） - 猪尾屋惣兵衛
  - ナショナル劇場50周年記念特別企画スペシャル （2006年3月13日） - 五兵衛
- Gメン'75 第54話「密航船」（1976年、TBS / 東映） - ケンイチ
- 夜明けの刑事 第71話「襲われたホテル 密室の復讐!!」（1976年、TBS / 大映テレビ） - 小川正夫
- 破れ傘刀舟悪人狩り 第88話「百年目の逃亡者」（1976年、NET / 三船プロ） - 八田修二郎
- 子連れ狼 第3部 第10話「魔道旅 道しるべ」（1976年、NTV / ユニオン映画） - 六連の弥吉
- 桃太郎侍（NTV / 東映）
  - 第30話「瑪瑙に命を賭けたやつ」（1977年） - 宇之吉
  - 第61話「浮世の水は辛かった!」（1977年） - 福太郎
  - 第238話「夢の中にあなたがいた!」（1981年） - 友治
  - 第252話「花の吉原学問修行」（1981年）- 甲州屋鉄次郎
- 大江戸捜査網 第304話「裏切りの殺人計画」（1977年、12ch / 三船プロ） - 佐吉
- 達磨大助事件帳（ANB / 前進座 / 国際放映） - 仁吉
  - 第10話「復讐の果てに」（1977年）
  - 第16話「あに・いもうと」（1978年）
- 江戸を斬るIII 第15話「狙われた亥の刻小僧」（1977年、TBS / C.A.L） - 三吉
- 大岡越前 第5部（1978年、TBS / C.A.L） - 猿（ましら）の三次
- 若さま侍捕物帳（1978年、ANB / 国際放映 / 前進座） - 遠州屋小吉
- 暴れん坊将軍シリーズ（ANB / 東映）
  - 吉宗評判記 暴れん坊将軍 第44話「鮮血! 拝領の剣」（1978年） - 仙吉
  - 暴れん坊将軍II 第163話「のぞきは下手な鬼同心!」（1986年） - 桜井直吉
- 風鈴捕物帳（1978年 - 1979年、ANB / 東映） - 八
- そば屋梅吉捕物帳（1979年 - 1980年、12ch / 国際放映） - 弥之助
- 幻之介世直し帖 第2話「はやぶさが助けたおしどり瓦版」（1981年、NTV / 国際放映） - 仙吉
- 噂の刑事トミーとマツ 第2シリーズ 第19話「城ヶ島の対決! トミマツVS凶悪軍団」（1982年、TBS / 大映テレビ） - ケーキ職人・工藤勇介
- 金曜ミステリー劇場 / 松本清張の「顔」（1982年9月3日 - 9月24日、TBS / 大映テレビ） - 古海一郎
- 時代劇スペシャル（CX）
  - はぐれ狼（1982年）
  - 裏切りの報酬 追放者・九鬼真十郎（1983年） - 松吉
- 長七郎江戸日記（NTV / ユニオン映画）
  - 第1シリーズ 第72話「稲妻に浮かぶ顔」（1985年） - 文吉
  - 第2シリーズ 第11話「命を売る男」（1988年） - 宗田貫平
- 忠臣蔵（1985年、NTV） - 大工勘兵衛
- 土曜ワイド劇場 / 探偵・神津恭介の殺人推理4 「初夜に消えた花嫁」（1986年、ANB） - 松下英一郎
- ドラマ女の手記「住宅街の恐怖」（1986年、TX）
- 火曜サスペンス劇場 / 浅見光彦ミステリー1 「平家伝説殺人事件」（1987年、NTV / 近代映画協会） - 稲田教由
- 田原坂（1987年、NTV / ユニオン映画） - 西郷軍私学校党・伊藤直二
- 土曜ドラマスペシャル / 塀の中の懲りない面々2 「希望の出所編」（1988年、TBS）
- 火曜サスペンス劇場 / 地方記者・立花陽介 「能登輪島通信局」（2000年、NTV） - 川辺
- 女と愛とミステリー / 山岳救助隊・紫門一鬼 「北アルプス殺人ケルン」（2002年、TX） - 尾浜史朗
- 農家のヨメになりたい（2004年、NHK） - 清和正
- 理想の生活（2005年、NHK） - 坂梨滋
- NHKスペシャル「さよなら、アルマ〜赤紙をもらった犬〜」（2010年、NHK） - 江上良一

### Web（配信）ドラマ・映画
- Break Out!（2004年 - 2005年、Toshiba Web Street / KAERU KAFE） - ミッキー・霧島嬢（※2005年に映画上映）

### 舞台
- 草青みたり（1952年）
- はなれ瞽女おりん（1984年）作：水上勉、演出：木村光一
- 御宿かわせみ (1997年)
- てるてる坊主の照子さん〜浪速の若草物語〜（2002年） - 春男の親友 役
- 忠臣蔵 -いのち燃ゆるとき-（2007年）三田政吉追善公演

### ナレーション
- フーチャ 旋律のかなたへ…（2004年、KAERU CAFE）
- 昭和のジュークボックス〜久世光彦マイ・ラスト・ソング（ラジオ日本）

### バラエティ
- ザ・買物ゲーム（テレビ東京） - 本来の司会である実兄・松山英太郎が都合で来られない時、代役を務めた。
- 午後は○○おもいッきりテレビ（日本テレビ）

### 声の出演
- 真田十勇士 (NHK人形劇)（1975年4月7日 - 1977年3月25日） - 猿飛佐助、真田幸村、柳生宗矩（一年目のみ）
- 人形歴史スペクタクル 平家物語（1993年 - 1995年、NHK人形劇） - 藤原頼長
- ぼくの孫悟空（2003年） - 混世魔王[4]
- ブラック・ジャック21（2006年、YTV） - 全満徳[5]
- ホテル・ルワンダ（2006年） - オリバー大佐（ニック・ノルティ）
- マードック・ミステリー 〜刑事マードックの捜査ファイル〜（2009年、2010年） - ハリー・マードック

### DVD出演
- 怪奇大作戦 Vol.4特典映像「ノム、走る」（2004年、デジタルウルトラシリーズ）